# Christelijke Gereformeerde kerk (Zaamslag)
De Christelijke Gereformeerde kerk is een kerkgebouw in de tot de Zeeuwse gemeente Terneuzen behorende plaats Zaamslag, gelegen aan Axelsestraat 9.

## Geschiedenis
Het kerkje werd gebouwd in 1884 ten behoeve van de toenmalige Christelijke Gereformeerde gemeente, die al omstreeks 1840 was opgericht. In 1910 echter gingen ook in Zaamslag de Christelijke Gereformeerden samen met de Dolerenden op in de Gereformeerde Kerken in Nederland, maar niet alle gemeenteleden waren het daar mee eens. Zij stichtten een eigen Christelijke Gereformeerde gemeente (CGK). Toen in 1911 een nieuwe Gereformeerde kerk werd gebouwd, kwam het kerkje aan de Axelsestraat vrij en dit werd teruggekocht door de zojuist opgerichte gemeente. De gemeente is gegroeid en telde omstreeks 2018 ongeveer 240 leden.

## Gebouw
Het gebouw is een sober bakstenen zaalkerkje onder zadeldak, en het bezit geen toren. Een gevelsteen memoreert de stichting van het kerkje.
De kerk is geklasseerd als gemeentelijk monument.